# Blekduva
Blekduva (Leptotila pallida) är en fågel i familjen duvor inom ordningen duvfåglar.

## Utseende och läte
Blekduvan är en medelstor rätt enfärgad duva. Den är mest lik ljuspannad duva, men är tydligt mörkare och varmare brun ovan som kontrasterar med den vitaktiga undersidan. Lätet är ett mörkt, enkelt "hoo".

## Utbredning och systematik
Fågeln förekommer i det tropiska låglandet i västra Colombia och västra Ecuador. Den behandlas som monotypisk, det vill säga att den inte delas in i några underarter.

## Levnadssätt
Blekduvan hittas i skogsområden. Liksom andra Leptotila-duvor ses den vanligen på marken eller skräms upp från undervegetationen. Den ses oftast när den promenerar utmed vägar eller stigar, eller flyger kvickt förbi.

## Status och hot
Arten har ett stort utbredningsområde, men tros minska i antal, dock inte tillräckligt kraftigt för att den ska betraktas som hotad. Internationella naturvårdsunionen IUCN listar arten som livskraftig (LC).